# Произведения на Любен Каравелов
Тази страница е списък с произведения на българския писател Любен Каравелов (1834 – 1879).

## Трудове

### Статии
- Българите не търсят чуждото, но не дават и своето, 1869
- Българо-гръцкото споразумение е почти невъзможно, 1873
- Българските проценти в Румъния се умаляват, 1874
- Гаргата никога не става гълъб, 1871
- Какво ни трябва?, 1869
- Който иска чуждото, той изгубва и своето, 1869
- Панислямистите – „цивилизатори на Азия и Африка“…, 1873

### Поезия
- Било е време…, 1878
- Благодетелно куче
- Боже мили, боже драги…, 1878
- България воскресе, 1878
- Две сестри, 1878
- До моята майка
- Думи, 1878
- Зора са е зазорила…, 1878
- Искам право, искам воля, 1878
- Кога умра, не копай ма…, 1878
- Лалугерът нито оре…, 1878
- На Василя Левски, 1878
- Не осъждай я за това…
- Не раждай ма, мамо…, 1878
- Не слушай ти дяда…, 1878
- Нива,
- Никому,
- Останала България…, 1878
- Песен на Раковски, 1871
- Песен на „чувствителните херои“ в Букурещ, 1878
- По-добре е да гладувам…, 1878
- Предал са е като баба…, 1878
- Преминуват годинките… , 1878
- Пролет дойде и пиленце…, 1878
- Радост и скръб, 1878
- Родолюб съм…, 1878
- Свободата не ще екзарх, 1872
- Слава, 1878
- Съдбо моя, невернице…, 1878
- Сърдце мое…, 1878
- Ти си мой брат…, 1878
- Учете се, братя мои…
- Христос въскресе, 1878
- Хубава си, моя горо…, 1875
- Че що си са расплакала…, 1878

### Разкази
- Войвода[1]
- Отечество, 1867
- Стоян, 1872

### Повести
- Богатият сиромах, 1873
- Българи от старо време, 1867[1]
- Маминото детенце
- Хаджи Ничо, 1870

### Фейлетони
- И в Париж има гъски
- Науката не търпи ораторства
- Нашият обществен живот
- Неутешителен отговор на „Знаеш ли ти кои сме?“